# Campionat del Món d'atletisme de 1983 - 100 metres tanques
Els 100 metres tanques femenins al Campionat del Món d'atletisme de 1983 van tenir lloc a l'estadi Olímpic de Hèlsinki els dies 12 i 13 d'agost.
35 atletes van participar en la prova. L'alemanya Bettine Jahn va guanyar la medalla d'or, la seva única medalla a uns Campionats del Món d'atletisme.

## Medallistes
| Or     | Bettine Jahn República Democràtica Alemanya (GDR)  |
| Argent | Kerstin Knabe República Democràtica Alemanya (GDR) |
| Bronze | Ginka Zagorcheva Bulgària (BUL)                    |

## Rècords
| Rècord abans del Campionat del Món d'atletisme de 1983      | Rècord abans del Campionat del Món d'atletisme de 1983 | Rècord abans del Campionat del Món d'atletisme de 1983 | Rècord abans del Campionat del Món d'atletisme de 1983 | Rècord abans del Campionat del Món d'atletisme de 1983 |
| ----------------------------------------------------------- | ------------------------------------------------------ | ------------------------------------------------------ | ------------------------------------------------------ | ------------------------------------------------------ |
| Rècord del Món                                              | Grażyna Rabsztyn (POL)                                 | 12.36                                                  | 12 de juny de 1980                                     | Varsòvia, Polònia                                      |
| Rècord del Campionat                                        | Nova prova                                             | Nova prova                                             | Nova prova                                             | Nova prova                                             |
| Rècords establerts al Campionat del Món d'atletisme de 1983 |                                                        |                                                        |                                                        |                                                        |
| Rècord del Campionat                                        | Bettine Jahn (GDR) · Ginka Zagorcheva (BUL)            | 12.75                                                  | 12 d'agost de 1983 13 d'agost de 1983                  | Hèlsinki, Finlàndia                                    |

## Resultats

### Final
La final va tenir lloc el 13 d'agost. El vent va ser de 2,4 m/s, per la qual cosa el temps de 12.35 no va poder ser enregistrat com a rècord del món.
| Pos.              | Atleta                             | Temps |
| ----------------- | ---------------------------------- | ----- |
| Medalla d'or      | Bettine Jahn (GDR)                 | 12.35 |
| Medalla de plata  | Kerstin Knabe (GDR)                | 12.42 |
| Medalla de bronze | Ginka Zagorcheva (BUL)             | 12.62 |
| 4.                | Natalya Petrova (URS)              | 12.67 |
| 5.                | Shirley Strong (GBR)               | 12.78 |
| 6.                | Yelena Biserova (URS)              | 12.80 |
| 7.                | Cornelia Riefstahl-Oschkenat (GDR) | 12.94 |
| 8.                | Benita Fitzgerald-Brown (USA)      | 12.99 |

### Semifinals
Les semifinals van tenir lloc el 13 d'agost. Les quatre primeres atletes de cada sèrie avançaven a la final.
| Pos. | Atleta                   | Temps | Notes |
| ---- | ------------------------ | ----- | ----- |
| 1.   | Ginka Zagorcheva (BUL)   | 12.75 | =CR   |
| 2.   | Kerstin Knabe (GDR)      | 12.83 |       |
| 3.   | Yelena Biserova (URS)    | 12.92 |       |
| 4.   | Shirley Strong (GBR)     | 12.99 |       |
| 5.   | Michèle Chardonnet (FRA) | 13.13 |       |
| 6.   | Pam Page (USA)           | 13.24 |       |
| 7.   | Heike Filsinger (FRG)    | 13.42 |       |
| 8.   | Xénia Siska (HUN)        | 13.68 |       |

| Pos. | Atleta                             | Temps |
| ---- | ---------------------------------- | ----- |
| 1.   | Bettine Jahn (GDR)                 | 12.76 |
| 2.   | Natalya Petrova (URS)              | 12.83 |
| 3.   | Benita Fitzgerald-Brown (USA)      | 12.96 |
| 4.   | Cornelia Riefstahl-Oschkenat (GDR) | 13.00 |
| 5.   | Laurence Elloy-Machabey (FRA)      | 13.08 |
| 6.   | Ulrike Denk (FRG)                  | 13.16 |
| 7.   | Judy Livermore-Simpson (GBR)       | 13.30 |
| 8.   | Glynis Nunn-Cearns (AUS)           | 13.39 |

### Quarts de final
Els quarts de final van tenir lloc el 12 d'agost. Les quatre primeres atletes de cada sèrie avançaven a la final.
| Pos. | Atleta                       | Temps |
| ---- | ---------------------------- | ----- |
| 1.   | Kerstin Knabe (GDR)          | 12.83 |
| 2.   | Judy Livermore-Simpson (GBR) | 13.22 |
| 3.   | Glynis Nunn-Cearns (AUS)     | 13.23 |
| 4.   | Heike Filsinger (FRG)        | 13.31 |
| 5.   | Sue Kameli (CAN)             | 13.33 |
| 6.   | Beatriz Capotosto (ARG)      | 13.60 |
| 7.   | Elisavet Pantazi (GRE)       | 13.95 |
| 8.   | Jianhua Dai (CHN)            | 14.07 |

| Pos. | Atleta                   | Temps |
| ---- | ------------------------ | ----- |
| 1.   | Ginka Zagorcheva (BUL)   | 12.66 |
| 2.   | Natalya Petrova (URS)    | 12.70 |
| 3.   | Pam Page (USA)           | 13.12 |
| 4.   | Michèle Chardonnet (FRA) | 13.13 |
| 5.   | Lorna Boothe (GBR)       | 13.29 |
| 6.   | Heidi Benserud (NOR)     | 13.60 |
| 7.   | Helle Sichlau (DEN)      | 13.73 |
|      | Yueh-Hsiang Lin (TPE)    | DNS   |

| Pos. | Atleta                        | Temps | Notes |
| ---- | ----------------------------- | ----- | ----- |
| 1.   | Bettine Jahn (GDR)            | 12.75 | CR    |
| 2.   | Laurence Elloy-Machabey (FRA) | 12.95 |       |
| 3.   | Benita Fitzgerald-Brown (USA) | 13.15 |       |
| 4.   | Xénia Siska (HUN)             | 13.16 |       |
| 5.   | Mihaela Stoica-Pogacian (ROU) | 13.21 |       |
| 6.   | Marjan Olyslager (NED)        | 13.30 |       |
| 7.   | Sylvia Forgrave (CAN)         | 13.38 |       |
| 8.   | Emi Sasaki (JPN)              | 13.73 |       |

| Pos. | Atleta                             | Temps |
| ---- | ---------------------------------- | ----- |
| 1.   | Shirley Strong (GBR)               | 12.91 |
| 2.   | Yelena Biserova (URS)              | 12.94 |
| 3.   | Cornelia Riefstahl-Oschkenat (GDR) | 12.96 |
| 4.   | Ulrike Denk (FRG)                  | 13.14 |
| 5.   | Marie-Noelle Savigny (FRA)         | 13.21 |
| 6.   | Karen Nelson (CAN)                 | 13.61 |
| 7.   | María José Martínez Guerrero (ESP) | 13.80 |
| 8.   | Saila Purho (FIN)                  | 13.90 |

### Sèries classificatòries
Les sèries van tenir lloc el 12 d'agost. Les cinc primeres atletes de cada sèrie i els set millors temps avançaven als quarts de final.
| Pos. | Atleta                        | Temps |
| ---- | ----------------------------- | ----- |
| 1.   | Kerstin Knabe (GDR)           | 13.03 |
| 2.   | Laurence Elloy-Machabey (FRA) | 13.15 |
| 3.   | Ulrike Denk (FRG)             | 13.26 |
| 4.   | Sue Kameli (CAN)              | 13.61 |
| 5.   | Heidi Benserud (NOR)          | 13.71 |
| 6.   | Elisavet Pantazi (GRE)        | 13.90 |
| 7.   | Jianhua Dai (CHN)             | 13.97 |

| Pos. | Atleta                        | Temps |
| ---- | ----------------------------- | ----- |
| 1.   | Ginka Zagorcheva (BUL)        | 12.78 |
| 2.   | Yelena Biserova (URS)         | 12.91 |
| 3.   | Marie-Noelle Savigny (FRA)    | 13.21 |
| 4.   | Mihaela Stoica-Pogacian (ROU) | 13.24 |
| 5.   | Lorna Boothe (GBR)            | 13.46 |
| 6.   | Beatriz Capotosto (ARG)       | 13.63 |
| 7.   | Yueh-Hsiang Lin (TPE)         | 14.25 |

| Pos. | Atleta                        | Temps |
| ---- | ----------------------------- | ----- |
| 1.   | Shirley Strong (GBR)          | 13.26 |
| 2.   | Natalya Petrova (URS)         | 13.43 |
| 3.   | Xénia Siska (HUN)             | 13.60 |
| 4.   | Benita Fitzgerald-Brown (USA) | 13.67 |
| 5.   | Sylvia Forgrave (CAN)         | 13.83 |
| 6.   | Nawal El Moutawakel (MAR)     | 14.85 |
| 7.   | June Caddle (BAR)             | 14.89 |

| Pos. | Atleta                             | Temps |
| ---- | ---------------------------------- | ----- |
| 1.   | Heike Filsinger (FRG)              | 13.04 |
| 2.   | Cornelia Riefstahl-Oschkenat (GDR) | 13.07 |
| 3.   | Glynis Nunn-Cearns (AUS)           | 13.26 |
| 4.   | Karen Nelson (CAN)                 | 13.66 |
| 5.   | Helle Sichlau (DEN)                | 13.76 |
| 6.   | María José Martínez Guerrero (ESP) | 13.78 |
|      | Candy Young (USA)                  | DNF   |

| Pos. | Atleta                       | Temps |
| ---- | ---------------------------- | ----- |
| 1.   | Bettine Jahn (GDR)           | 12.81 |
| 2.   | Michèle Chardonnet (FRA)     | 13.17 |
| 3.   | Pam Page (USA)               | 13.18 |
| 4.   | Judy Livermore-Simpson (GBR) | 13.25 |
| 5.   | Marjan Olyslager (NED)       | 13.26 |
| 6.   | Emi Sasaki (JPN)             | 13.78 |
| 7.   | Saila Purho (FIN)            | 13.90 |